# Carnegie Corporation
La Carnegie Corporation è una fondazione filantropica istituita da Andrew Carnegie nel 1911 con una donazione da 135 milioni di dollari.
Oggi la fondazione vanta un patrimonio di circa 1,9 miliardi di dollari ed è attiva in settori quali l'educazione, la pace e la cooperazione internazionale, lo sviluppo del terzo mondo. La fondazione ha sede al 437 di Madison Avenue, New York.